# Chan Chak K'ak'nal Ajaw

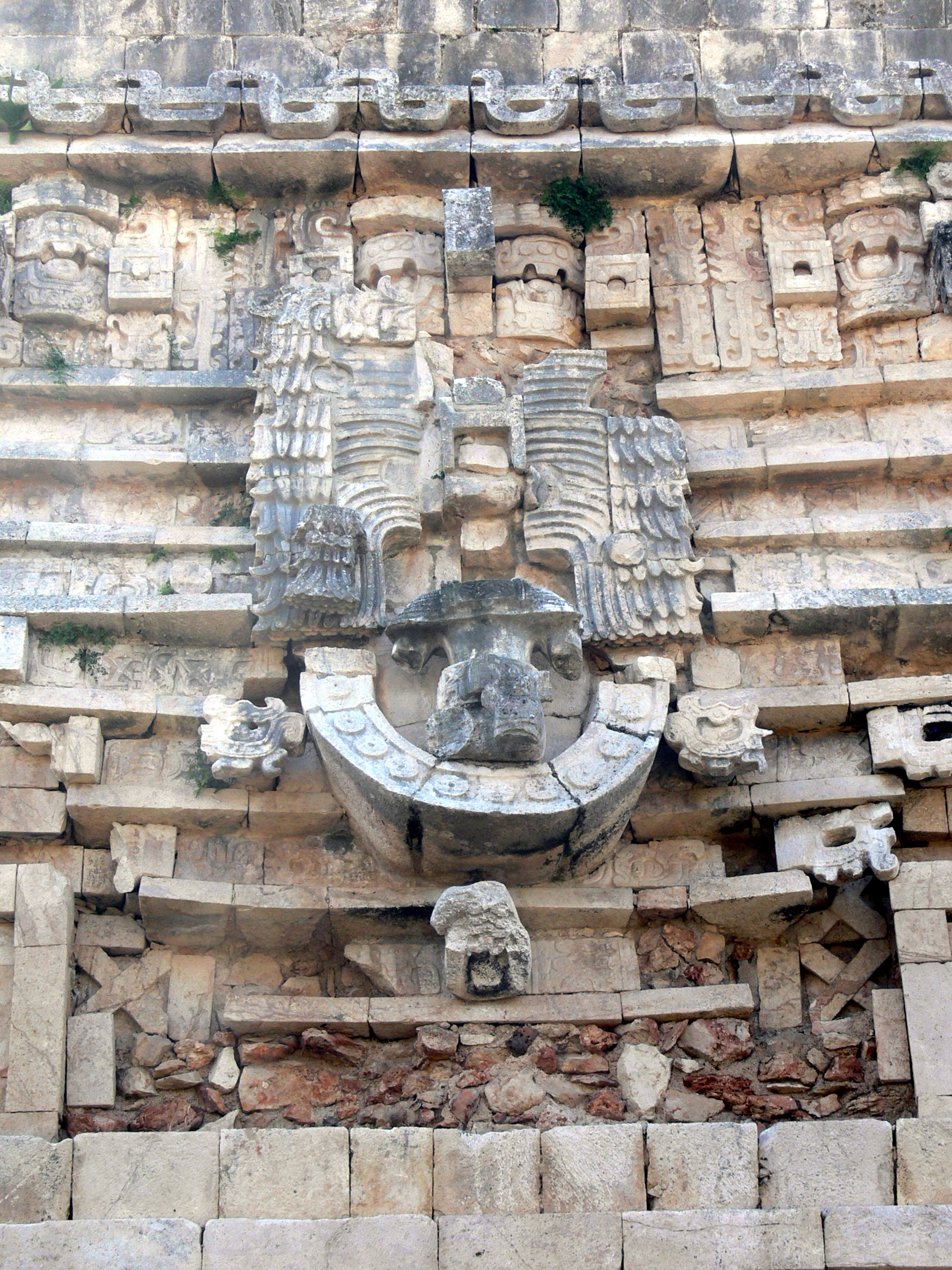
Steinskulptur von Chan Chak K'ak'nal Ajaw im Ornament über dem Haupteingang des sogenannten Gouverneurspalast in Uxmal

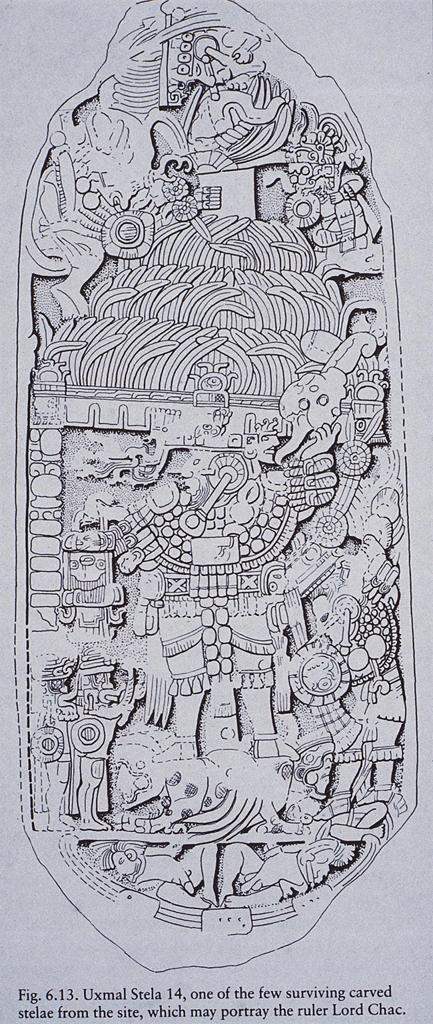
Chan Chak K'ak'nal Ajaw, Uxmal, Stele 14

Chan Chak Kʼakʼnal Ajaw († nach 915) war ein Ajaw der Maya-Stadt Uxmal und ist dessen einzig namentlich überlieferter König.

## Regierungszeit und Bautätigkeit
Chan Chak K'ak'nal Ajaw ist der einzige aus zeitgenössischen Inschriften bekannte Fürst von Uxmal. Diese sich auf ihn beziehenden Schriftzüge stammen aus dem Zeitraum zwischen den Jahren 890 und 915.
Unter seiner Regierung stieg Uxmal zum wichtigsten Machtzentrum der Puuc-Region auf und es bestand eine enge Allianz mit Nohpat und Kabah. Wesentliche, Uxmal noch heute prägende Monumentalbauwerke, wurden im Mosaik- oder Uxmal-Stil als besondere Ausprägung des Puuc-Stiles fertiggestellt. Zeitgleich wurde die Bautätigkeit in der bisherigen Metropole Oxkintoc, aber auch anderen Puuc-Städten wie Xkipché, Xkoch oder Rancho Mex stark reduziert. Auch dies unterstreicht die Bedeutung Uxmals unter der Herrschaft von Chan Chak K'ak'nal Ajaw.
Als ein herausragendes architektonisches Meisterwerk gilt der sogenannte Gouverneurspalast, der als eine Funktionskombination aus Herrschaftsresidenz und Gebäude für die Versammlung der Adligen (Mayatan: popol naah) interpretiert wird. Dieses Gebäude wurde durch Chan Chak K'ak'nal Ajaw in Auftrag gegeben und auf einem der größten Pyramidensockel des Mayatieflandes, vergleichbar Kinich Kak Moo in Izamal, errichtet. Allein dafür waren sowohl eine gutstrukturierte Logistik als auch eine erhebliche Anzahl an Arbeitern erforderlich. Weitere mit Chan Chak K'ak'nal Ajaw in Zusammenhang gebrachte Gebäude sind der Ballspielplatz, einer der größten auf Yucatán neben dem in Chichén Itzá, und das sogenannte Nonnenviereck, das sehr viele Elemente des Maya-Kosmos, der Astronomie und Mathematik aufnimmt und als Glanzleistung der Berechnung und architektonischen Verarbeitung des Sonnenverlaufs gilt.

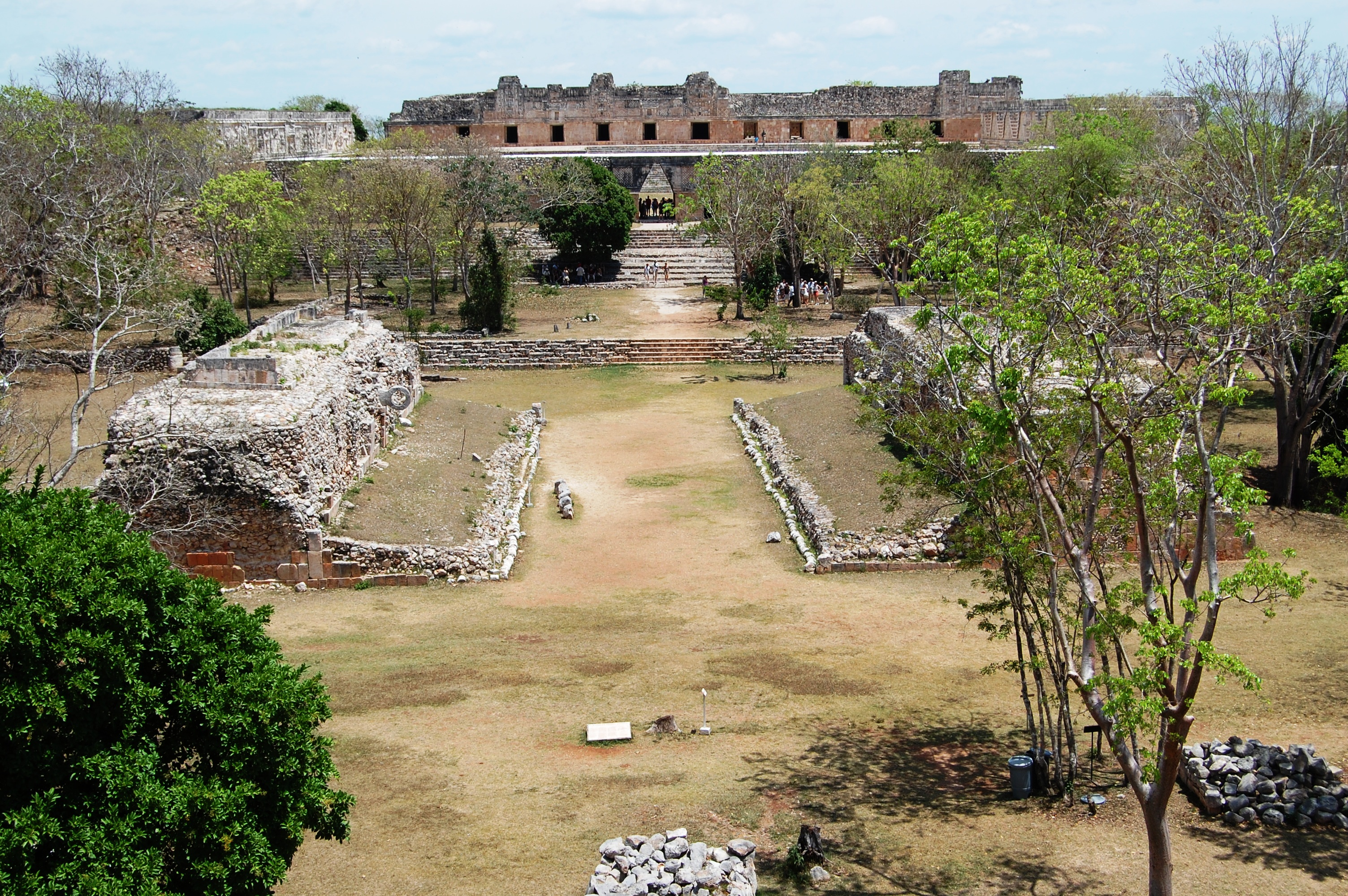
Ballspielplatz (905) mit Hauptportal zum Nonnenviereck dahinter
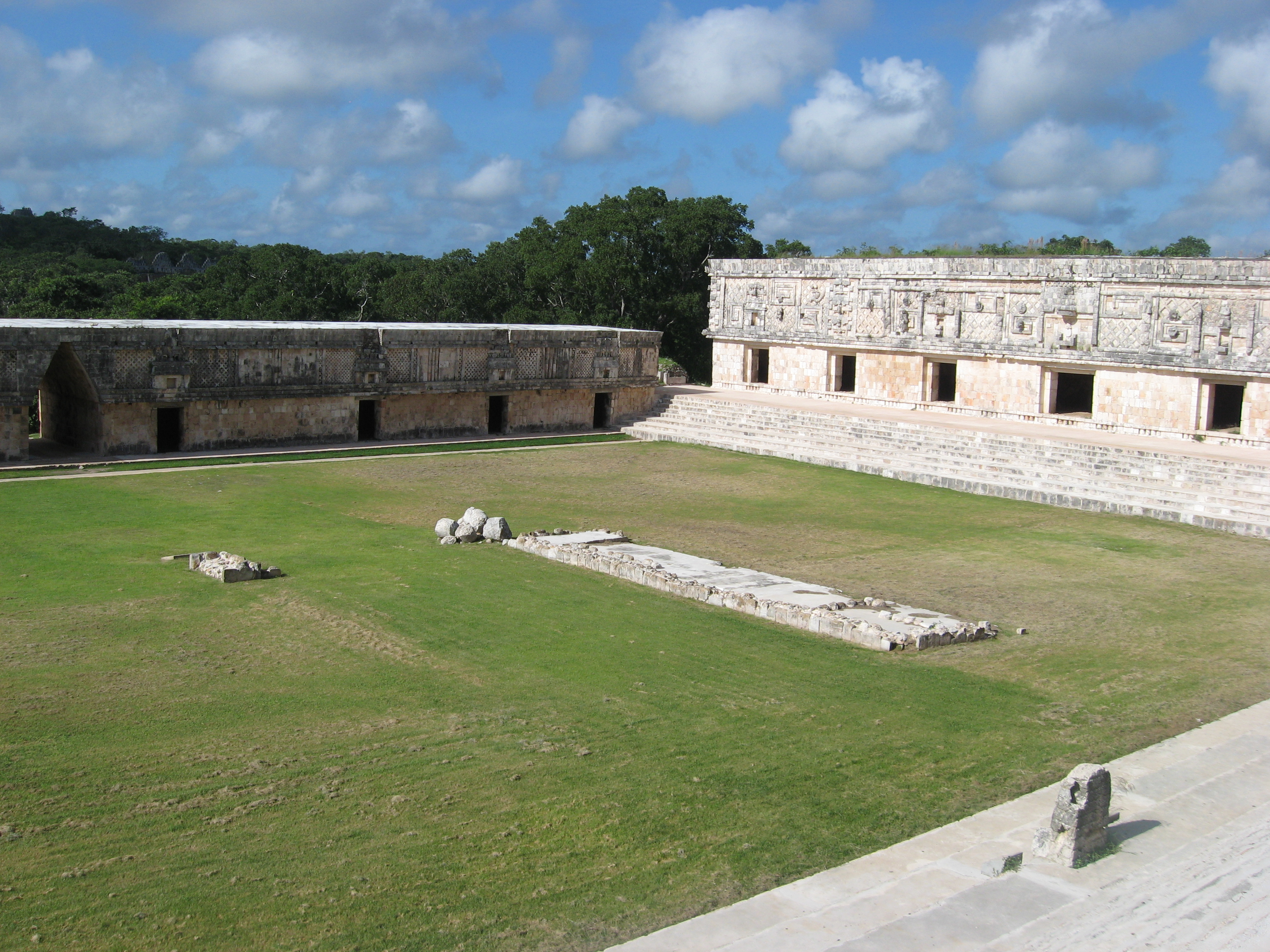
Sogenanntes Nonnenviereck (906/907) Innenhofteilansicht
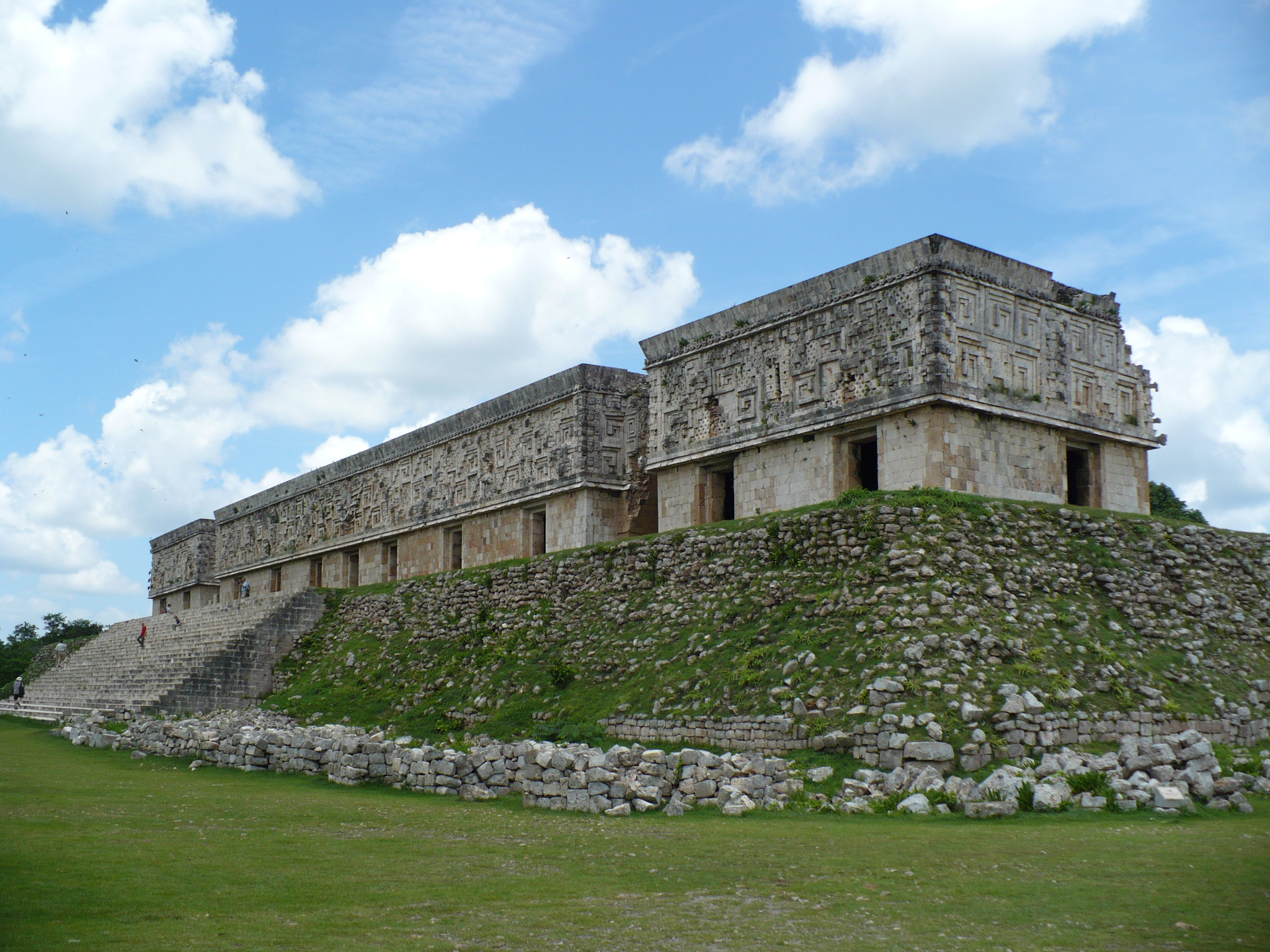
Sogenannter Gouverneurspalast (900–910)
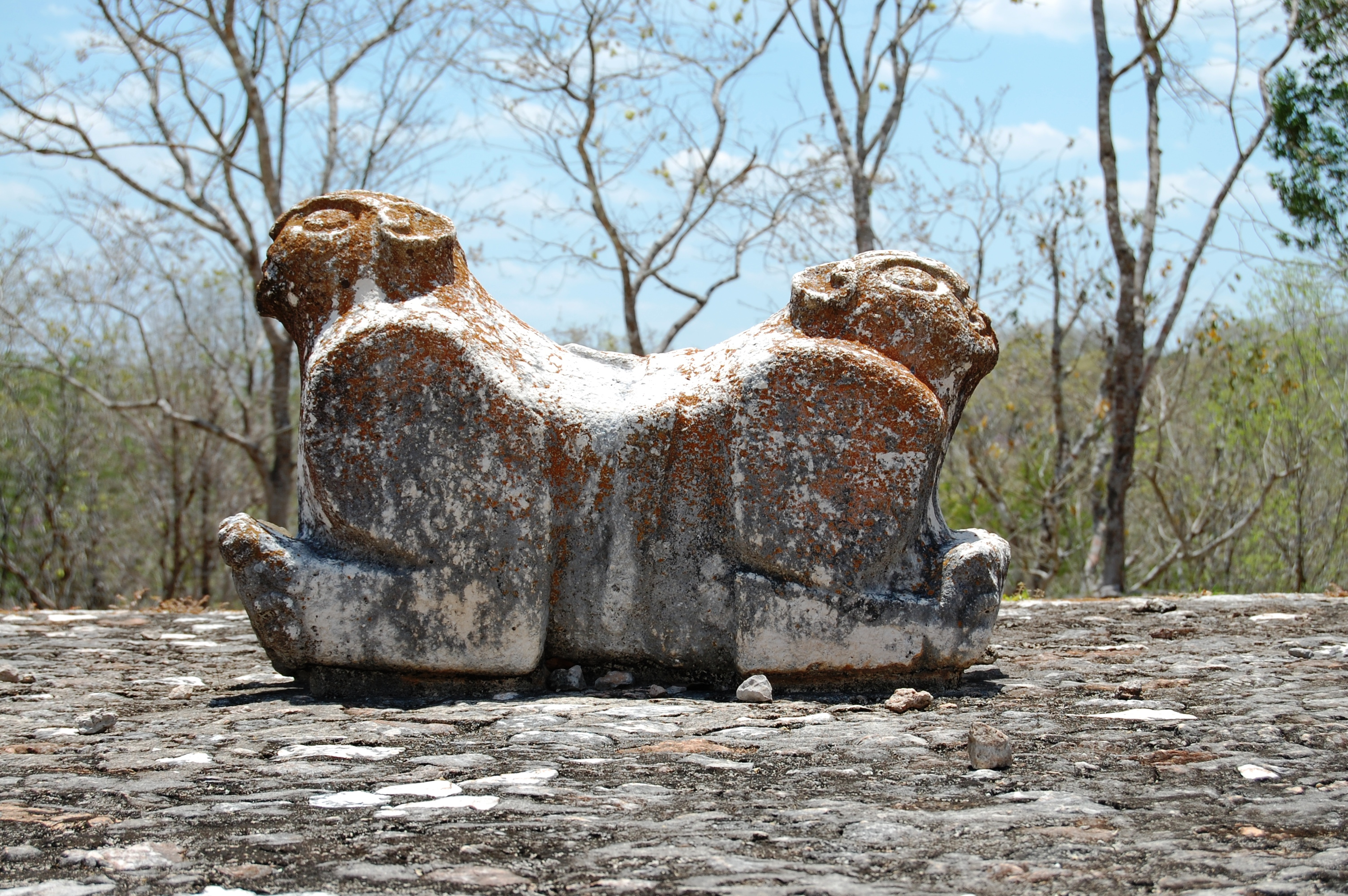
Doppelköpfiger Jaguarthron vor dem Gouverneurspalast

Westlich des sogenannten Nonnenvierecks befand sich auf einer speziellen Plattform ein Ensemble von 15 Kalkstein-Stelen, von denen die Stele Nr. 14 Chan Chak K'ak'nal Ajaw im vollen Ornat zeigt. Heute befindet sich die Stele im Museo del Sito in Uxmal. Der Erhaltungszustand ist lediglich moderat, so dass die Abbildung nicht mehr durchgängig erkennbar ist. Dennoch wird deutlich, dass Chan Chak K'ak'nal Ajaw über zwei nackten Gefangenen auf einem doppelköpfigen Jaguarthron steht. Gürtel und Stirnband stellen Bezüge zur Königswürde her, der opulente Kopfschmuck deutet auf den Gott Chaac hin, dem auch der Name des Herrschers angelehnt ist. Er wird begleitet von Untergebenen, über seinem Kopfschmuck sind zwei Paddel- bzw. Windgötter abgebildet.